# Nevados de Quimsachata
Les Nevados de Quimsachata (parfois orthographié Kimsa Chata ou encore Kimsachata) sont un groupe de trois volcans alignés dans le sens nord-sud sur la frontière entre la Bolivie et le Chili. Ce sont tous des stratovolcans ayant probablement été actifs pendant l'Holocène. Le plus élevé d'entre eux est l'Acotango avec 6 052 mètres d'altitude, les deux autres étant le Humarata (5 730 mètres) et le Capurata (5 990 mètres).
Le volcan actif Guallatiri (6 071 mètres) au sud-ouest du Capurata ne fait pas partie de ce groupe. 
Dans les langues aymara et quechua, le mot Quimsa signifie « trois » et chata « montagne »,.

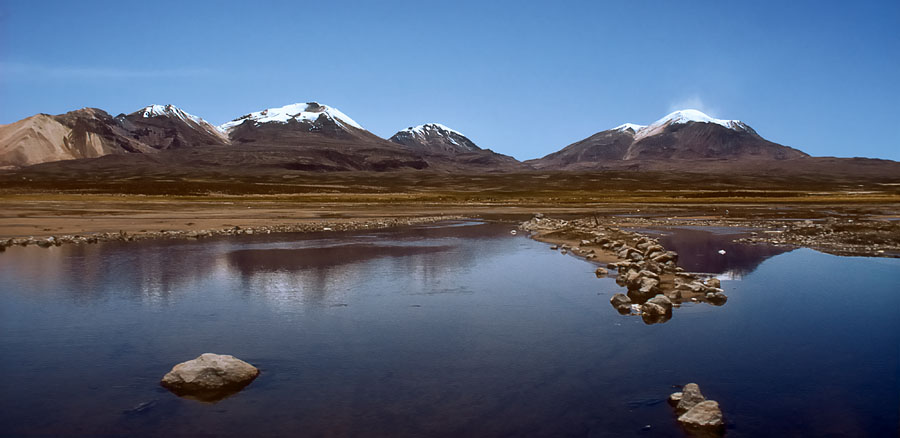
De gauche à droite : l'Humarata, l'Acotango, le Capurata et le Guallatiri (vue du Chili).